# The Sun Rises in the East
The Sun Rises in the East é o álbum de estreia do rapper americano Jeru the Damaja, lançado em 24 de maio de 1994 pela PayDay Records. A produção do álbum foi realizada por DJ Premier. O álbum tem participação do membro da Gang Starr Foundation, Afu-Ra. A capa do álbum retrata o World Trade Center em chamas apenas um ano após o Bombardeio de 1993.
The Sun Rises in the East foi elogiado pela maioria dos críticos de música após seu lançamento. É bastante importante para o hip hop, pois contribuiu para o crescimento da cena do hip hop da Costa Leste, juntamente com álbuns como Enter the Wu-Tang (36 Chambers) de (1993), do grupo Wu-Tang Clan, Illmatic de (1994), do rapper Nas, e Enta Da Stage de (1993), do grupo Black Moon. O álbum é considerado pelos críticos como o melhor trabalho de Jeru the Damaja.

## Faixas
| #  | Título                                 | Duração | Compositor(es)                                                    |
| -- | -------------------------------------- | ------- | ----------------------------------------------------------------- |
| 1  | "Intro (Life)"                         | 0:50    | K.J. Davis, C. Martin                                             |
| 2  | "D. Original"                          | 3:36    | K.J. Davis, C. Martin                                             |
| 3  | "Brooklyn Took It"                     | 3:24    | K.J. Davis, C. Martin                                             |
| 4  | "Perverted Monks in Tha House (Skit)"  | 1:15    | K.J. Davis, C. Martin, A. Phillip, W. Garfield, C. Clay           |
| 5  | "Mental Stamina" (part. Afu-Ra)        | 2:21    | K.J. Davis, C. Martin                                             |
| 6  | "Da Bichez"                            | 3:52    | *Uncredited*                                                      |
| 7  | "You Can't Stop the Prophet"           | 3:53    | K.J. Davis, C. Martin                                             |
| 8  | "Perverted Monks in Tha House (Theme)" | 1:02    | *Uncredited*                                                      |
| 9  | "Ain't the Devil Happy"                | 3:45    | K.J. Davis, C. Martin                                             |
| 10 | "My Mind Spray"                        | 3:45    | K.J. Davis, C. Martin, B. James                                   |
| 11 | "Come Clean"                           | 4:57    | K.J. Davis, C. Martin, C. Parker, F. Scruggs, K. Jones, T. Taylor |
| 12 | "Jungle Music"                         | 3:51    | *Uncredited*                                                      |
| 13 | "Statik"                               | 3:07    | K.J. Davis, C. Martin                                             |

## Desempenho nas paradas musicais
| Paradas (1994)                          | Melhor posição |
| --------------------------------------- | -------------- |
| Estados Unidos (Billboard 200)          | 36             |
| Estados Unidos (Top R&B/Hip Hop Albums) | 5              |